# 周子蔭
周子蔭（1881年—1952年），字伯齋，以字行，雲南蒙自人，清末民國時期滇南富商，坐擁滇商八大號之首「順成號」。辛亥革命後，歷任富滇銀行副行長、个碧鐵路公司協理、雲南省參議員、蒙自縣參議長等職。

## 家世
周子蔭先世係蒙自雞街人（今箇舊雞街）。咸豐十六年丙辰事件爆發，為避亂舉家遷往蒙自城。周子蔭之父周嗣徽為光緒十六年庚寅歲貢，白手起家在蒙自經商，創辦「順成號」，同時在箇舊建順成號爐坊專煉錫礦，數年之間資產積累數萬，富甲一方。

## 生平
清光绪七年（1881年），周子荫生于云南省臨安府蒙自县，排行第六。自幼聪敏好学，18岁入读縣學。光緒三十四年（1908年）以丁未科拔貢，授河北大名縣知事。
民國二年（1913年）周子蔭回滇任富滇银行副行長。同年雲南省政府析蒙自縣西部礦區置箇舊縣，周擔任蒙自縣代表參與縣境劃界。民國初年，箇舊廠商議修个碧铁路，周子蔭力爭鐵路線須經過蒙自縣城，以促進當地商業發展，最終達成協議，並由蒙自出資40萬銀圓。隨後，周子蔭出任個碧鐵路公司協理。
周家为蒙自最大的地主，坐拥田产三万余亩，年收两千余石，房产遍及蒙自、个旧、昆明。 :985-986家族人丁兴旺，四代同堂，共有几十口人。 :371 1950年底，中共接管蒙自。旋即于次年在全縣範圍內發動土地改革，周子蔭因地主身份被批鬥。1952年自殺身亡。